# 達高斯足球會
達高斯足球會（Tecos F.C.），通称特科斯队或特科斯大学生队（Estudiantes Tecos），是墨西哥哈利斯科州萨波潘市的一个职业足球俱乐部。该俱乐部与瓜达拉哈拉自治大学有着密切的联系。该队现参加墨西哥足球甲级联赛。

## 得名
特科斯（Tecos）是当地一种猫头鹰Tecolote的省称。特科斯大学生队曾名瓜达拉哈拉自治大学足球俱乐部。

## 相关人物
原中国国家队教练米卢，曾于1988-1989年期间作为教练员，短期执教该俱乐部。